# NGC 3329
NGC 3329 (другие обозначения — NGC 3397, UGC 5837, MCG 13-8-33, ZWG 351.34, IRAS10405+7704, PGC 32059) — спиральная галактика в созвездии Дракона. Открыта Уильямом Гершелем в 1801 году. Классифицируется по морфологическому типу как (R)SA(r)b: (спиральная галактика без перемычки со внутренним и внешним кольцами). 
Этот объект занесён в «Новый общий каталог» дважды: с обозначениями NGC 3329 и NGC 3397. Уильям Гершель в 1801 году наблюдал галактику и указал неверные координаты, как и для всех открытых в ту же ночь объектов, его открытие получило обозначение NGC 3397. Его сын, Джон Гершель, в 1828 году также наблюдал галактику, его координаты оказались практически точными и его открытие вошло в тот же каталог как NGC 3329.
На фотографиях видна немного наклонная к наблюдателю спиральная галактика с ярким круглым ядром в слегка менее яркой внутренней оболочке. Внутренняя оболочка состоит из ярких спиральных рукавов, опутанных пылевыми полосами, которые расширяются до более тусклой и более широкой наружной спиральной структуры. На расстоянии 7,25′ к югу находится спиральная галактика с перемычкой UGC 5841. При визуальном наблюдении в любительский телескоп NGC 3329 предстаёт довольно яркой; это вполне хорошо очерченное овальное световое пятно с зернистой текстурой и очень небольшим нарастанием яркости к центру. Диск ориентирован с юго-востока на северо-запад. Наличествует очень слабая и размытая вторичная оболочка. Радиальная скорость: 2084 км/с. Расстояние: 93 млн световых лет. Диаметр: 54 тыс. световых лет.